# Мікросон
Мікросон — стан сну антарктичних пінгвінів, який дозволяє їм розмножуватися та доглядати пташенят. Мікросон характерний також для інших птахів та іноді виникає у людей.  
Антарктичні пінгвіни є представниками дикої природи, які використовують переваги мікросну в період інкубації яєць.

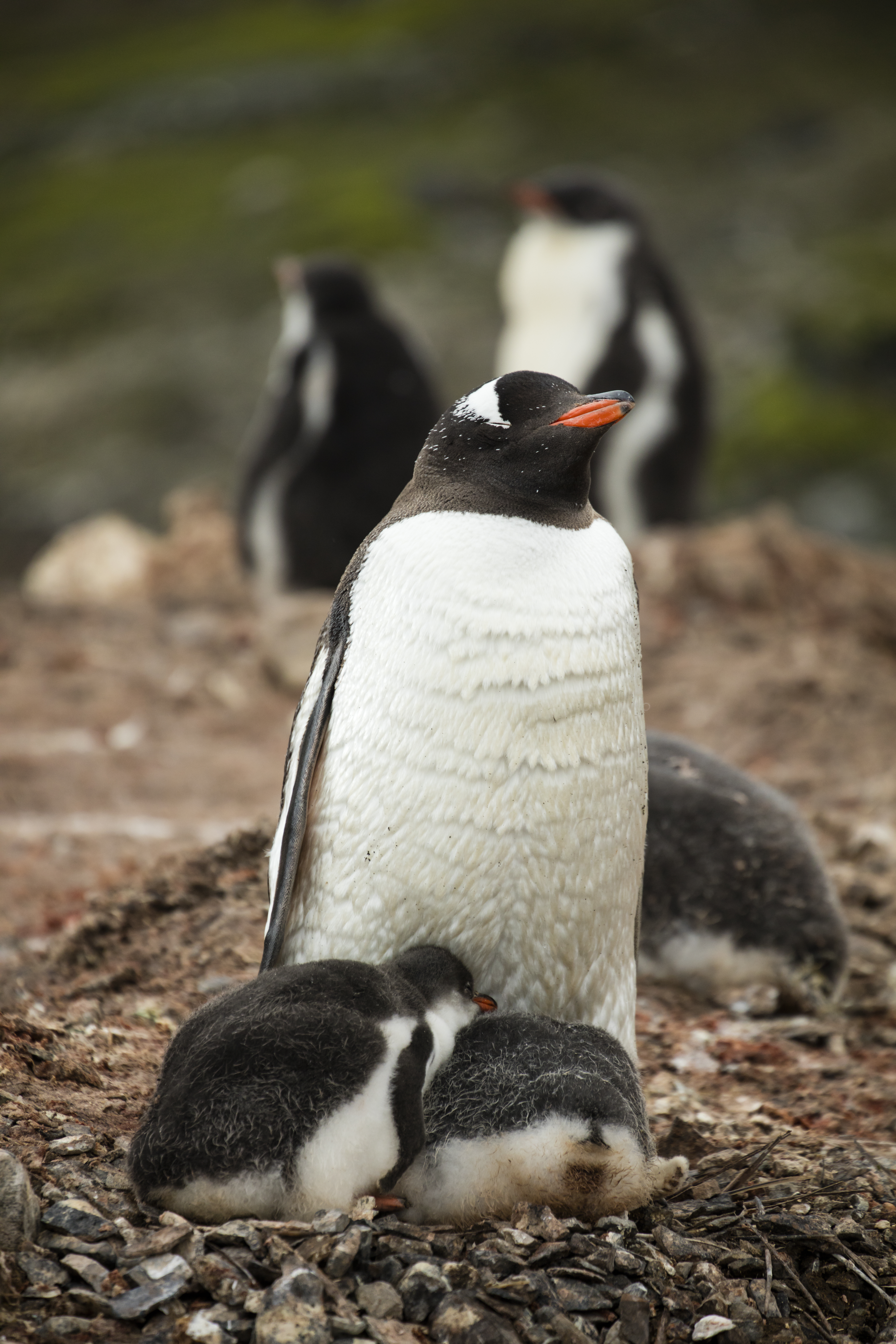
Пінгвін з пташенятами

Дослідники з Інституту біологічного розуму Макса Планка в Німеччині, Національного центру наукових досліджень Франції і Корейського інституту полярних досліджень проводили моніторинг стану пінгвінів на відстані. Завдяки цьому науковці виявили, що пінгвіни мають біля десяти тисяч мікроснів на день.  
В мікросні пінгвіни сплять стоячи або лежачи, що дозоляє їм спати близько 11 годин на день.
Подружні пари пінгвінів ділять обов'язки, поки один з подружжя добуває їжу, другий - сидить у гнізді кілька днів поспіль.

## Особливості мікросну
Науковці з'ясували, що птахи сплять по черзі однією півкулею мозку та обома півкулями мозку. Такий фрагментований сон дає можливість антарктичним пінгвінам розмножувати та висиджувати пташенят в складних екологічних умовах.